# 庫尼亞斯科-傑拉

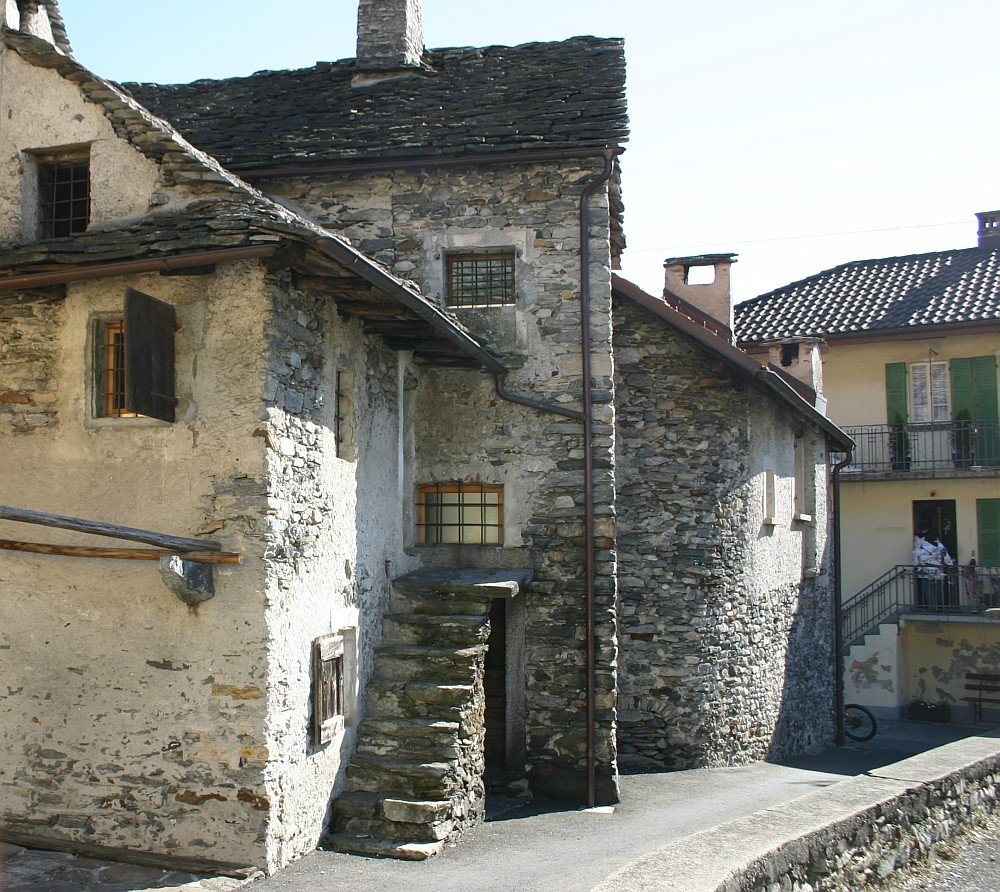

庫尼亞斯科-傑拉是瑞士的城鎮，位於該國南部，由提契諾州負責管轄，面積35.72平方公里，海拔高度225米，2011年人口2,890，人口密度每平方公里81人。

## 外部連結
- Cugnasco-Gerra （页面存档备份，存于）